# När tigh går hungers nödh uppå
När tigh går hungers nödh uppå (tyska: Wenn dich Unglück thut greifen an) är en tysk psalm med 10 verser.

## Publicerad i
- Den svenska psalmboken 1694 som nummer 375 under rubriken "I Hungers Nöd".
- 1695 års psalmbok som nummer 318 under rubriken "I Hungers Nödh".[1]